# Ludwig Deppe
Ludwig Deppe (Alverdissen, 7 novembre 1828 – Bad Pyrmont, 5 settembre 1890) è stato un compositore, direttore d'orchestra, pianista e didatta tedesco.

## Biografia
Studiò violino, pianoforte e composizione prima a Detmold e poi ad Amburgo con  Eduard Marxsen e a Lipsia con Johann Christian Lobe. Dal 1857 insegnò musica ad Amburgo e si dedicò alla direzione d'orchestra -  contribuendo in particolare con le sue numerose esecuzioni a far conoscere al grande pubblico gli oratori di Händel -, alla composizione e all'insegnamento.
Tra le sue composizioni vanno ricordate l'Ouvertüre ai drammi di Theodor Körner Zriny e Don Karlos, una Sinfonia in Fa maggiore e alcune opere corali.

## Deppe e la tecnica pianistica
Nella sua attività didattica Deppe contribuì in modo determinante alla trasformazione della tecnica pianistica da tecnica digitale a tecnica del peso, tanto da essere definito da Mugellini il "geniale iniziatore della riforma pianistica". Non scrisse un'opera generale sulla tecnica, limitandosi ad illustrare tardivamente in un  articolo del 1885, Armleiden des Klavierspielers (Dolori al braccio del pianista), le conseguenze negative e le patologie derivanti dall'irrigidimento della mano e del braccio caratteristico della tradizionale tecnica digitale di origine clavicembalistica (di cui il famoso "metodo" di Lebert e Stark costituisce un significativo documento). In opposizione a quest'ultima egli avrebbe insegnato per primo una tecnica fondata sul peso, la rilassatezza e la flessibilità. Secondo il suo allievo Emil Söchting, "la caduta libera [der freie Fall]" della mano e del dito sui tasti "senza sforzo muscolare intenzionale" sarebbe stato il principio fondamentale della sua dottrina. La nozione di "caduta libera" fu chiarita e sviluppata successivamente, oltre che dai diretti allievi di Deppe, da  fisiologi e teorici  come Steinhausen e da pianisti e didatti come Breithaupt.
Furono gli allievi di Deppe -  i tedeschi Tony Bandmann, Elizabeth Caland, Hermann Klose e il già menzionato Emil Söchting, gli americani Amy Fay e Horace F. Clark-Steiniger - a descrivere e ad interpretare i principi del suo "metodo", contribuendone alla diffusione in Europa e negli Stati Uniti. 
I seguaci del maestro di Alverdissen polemizzarono tra loro sia sulla questione della priorità nell'illustrazione del "metodo"  (Clark-Steiniger e la Caland) sia sul problema, ben più rilevante, dell'interpretazione del metodo stesso.  In realtà, al di là delle indicazioni importanti ma generiche (peso, rilassatezza, flessibilità, caduta libera) già ricordate, e che mostrano in ogni caso una significativa presa di distanza dalla tradizionale  tecnica "digitale", risulta assai problematico, se non impossibile, ricostruire con sufficiente precisione le caratteristiche della tecnica insegnata da Deppe. Ciò è dimostrato dalle interpretazioni notevolmente divergenti che del cosiddetto metodo Deppe furono fornite, da un lato, da Elizabeth Caland e, dall'altro, da Tony Bandmann col sostegno del fisiologo Steinhausen.

### Scritti di Deppe
- Armleiden des Klavierspielers, in "Der Klavierlehrer", 1885.
- Zwei Jahre Kapellmeister an der Kgl. Oper in Berlin, 1890.

### Opere sul "metodo" di Deppe (in ordine cronologico)
- Amy Fay, Music Study in Germany, Chicago, 1882.
- Horace Frederic Clark-Steiniger, Die Lehre des einheitlichen Kunstmittels beim Klavierspiel (L'insegnamento del mezzo artistico unitario al pianoforte), Raabe und Plothow, Berlin, 1885.
- Hermann Klose, Die Deppesche Lehre des Klavierspiels (L'insegnamento pianistico di Deppe), Berlino, 1886.
- Tony Bandmann, Tonbildung und Technik auf dem Klavier, Leipzig, 1893.
- Elizabeth Caland, Die Deppe'sche Lehre des Klavierspiels (L'insegnamento pianistico di Deppe), Stuttgart 1897, 1912.
- Emil Söchting, Die Lehre des freien Fall usw. (La dottrina della caduta libera ed altro), Otto Wernerthal, Berlin 1898.
- Tony Bandmann, Die Gewichtstechnik des Klavierspiels (La tecnica pianistica del peso), Leipzig, 1907.